# Coloma, Michigan
Coloma är en ort i Berrien County i Michigan. Vid 2020 års folkräkning hade Coloma 1 465 invånare. Det ursprungliga ortnamnet var Shingle Diggins som senare ändrades till Dickerville och efter guldrushen i Kalifornien byttes namnet till Coloma efter Coloma, Kalifornien.